# Šeršníkovo muzeum
Šeršníkovo muzeum v Těšíně (německy Scherschnik-Museum in Teschen), původně Gymnaziální muzeum (Gymnasial-Museum), je nejstarším muzeem založeným v českých zemích. Bylo založeno roku 1802 v Těšíně (tehdy spadajícím do Rakouského Slezska), jeho zakladatelem byl slezský kněz a sběratel Leopold Jan Scherschnik. Muzeum se dnes nazývá Muzeum Śląska Cieszyńskiego („Muzeum Těšínského Slezska“) a nachází na území Polska, neboť po československo-polském konfliktu (1918–20), došlo k rozdělení území býv. Těšínského knížectví a naprostá většina jeho hlavního města připadla Polsku. V rámci Polska jde o druhé nejstarší muzeum vůbec. Sbírky muzea jsou velmi bohaté, obsahují velkou podsbírku přírodnin, uměleckých a historických předmětů; součástí je i obsáhlá knihovna.

## Historie

### Počátky muzea
Leopold Jan Šeršník si s myšlenkou založit muzeum pohrával již během své pedagogické činnosti v Těšíně. Jasně viděl, že sbírky v tamním gymnáziu nejsou pro studenty dostačující. Jako učitel věděl, že názorná ukázka v průběhu výkladu podporuje představivost a porozumění. Proto začal gymnazijní sbírky rozšiřovat. Nové předměty získával darem, koupí, výměnou nebo vlastní činností. Obohatil tak sbírky o velké množství mořských zkamenělin nebo o mamutí kel. Nakonec gymnazijní sbírky odkoupil spolu s budovou školy. K již vzniklé sbírce připojil své předměty, které měl v soukromém vlastnictví a v bývalé gymnazijní budově roku 1802 otevřel muzeum pro veřejnost. Hlavním cílem muzea byla výchovná a vědecká činnost.

### Muzeum po smrti zakladatele
Do muzea po Šeršníkově smrti (1814) nastoupil nový správce, Albín Heinrich. Pokračoval v činnosti zakladatele a rozšiřoval sbírku, zejména pak podsbírku mineralogie a entomologie.

## Muzejní sbírky
Původní muzejní sbírka byla na svou dobu velmi obsáhlá, členěná několik obsáhlých podsbírek: paleontologickou, mineralogickou, botanickou, archeologickou a historickou. Důležitou součástí byla tzv. artificiália, tedy člověkem vytvořené předměty, mezi něž se řadily například mince, medaile či zbraně. Sbírky byly vědecky uspořádány. Muzeum mělo dobře zařízený evidenční systém, jenž spočíval v tom, že každému předmětu byl přiřazen lístek, kde byly jak německy, tak latinsky sepsány všechny dostupné informace o něm, včetně data a způsobu nabytí. Historická evidence se však do dnešní doby dochovala pouze u mineralogické podsbírky. Muzeum si vedlo také podrobný inventář, který se ale rovněž nedochoval celý, dnes existuje pouze jeho botanická část se 717 položkami.

## Knihovna Šeršníkova muzea
Asi největší chloubou Šeršníkova muzea je rozsáhlá knihovna typická pro 18.–19. století. Knihovnu tvoří cca 12 000 knih, které Leopold Šeršník dostal a částečně také odkoupil od rodu Larischů. Můžeme zde najít velké množství vzácných knih v několika jazycích, například v němčině, latině, francouzštině nebo angličtině.
Mezi hlavní druhy písemných děl obsažených v knihovně patří:
- kroniky a rukopisy – místní i zahraniční
- inkunábule (prvotisky) – např. přetisk kroniky Beneše z Hořovic
- Ciceronovy knihy
- publikace od papeže Řehoře IX.
- pedagogická díla – např. Jeana Jacquese Rosseaua
- spisy Albrechta z Padovy

Po Šeršníkově smrti byla knihovna rozdělena na dvě části: jedna část zůstala muzeu (a nyní je tedy v polském Těšíně), druhá část, čítající asi 5000 knih, je uložena v Národním muzeu v Praze.